# 伊藤誠 (プロデューサー)
伊藤 誠（いとう まこと、5月8日 - ）は、日本のアニメプロデューサー。KADOKAWA所属。アミューズメントメディア総合学院卒業。

## 来歴
元はマーベラスAQL（旧マーベラスエンターテイメント）に約11年間所属していたが、2012年7月31日付けで退社。翌日の同年8月1日付けでメディアファクトリーへ入社した。
メディアファクトリー(現:KADOKAWA)入社後は、プロデューサーではなく、TVアニメの配信業務を担当しているようであり、各KADOKAWAのTVアニメ作品に配信担当としてクレジットされている。
マーベラスAQL所属時には、同姓同名の少年が主人公を務めるアダルトゲームを原作としたテレビアニメ『School Days』のプロデューサーを務めていたことから、同アニメのラジオ番組『Radio School Days』の第39回（最終回）に「リアル伊藤誠役の伊藤誠」として出演した。
メディアファクトリーの執行役員であった伊藤誠とは、同姓同名の別人である。

## 関連作品
※特記のないものはプロデューサーを担当。
2004年
- 吟遊黙示録マイネリーベ（マイネリーベ製作委員会）

2006年
- 吟遊黙示録マイネリーベwieder
- はぴねす!

2007年
- この青空に約束を― 〜ようこそつぐみ寮へ〜
- School Days
- Myself ; Yourself

2008年
- 恋姫†無双
- あかね色に染まる坂

2009年
- 真・恋姫†無双
- 11eyes

2010年
- 真・恋姫†無双 〜乙女大乱〜

2011年
- 俺たちに翼はない
- 星空へ架かる橋

2012年
- お兄ちゃんだけど愛さえあれば関係ないよねっ

2013年
- 百花繚乱 サムライブライド
- 私がモテないのはどう考えてもお前らが悪い!

2014年
- ディーふらぐ!
- 魔法戦争

2015年
- アブソリュート・デュオ
- ハイスクールD×D BorN